# Hyalomma lusitanicum
Hyalomma lusitanicum (лат.) — вид клещей из семейства Ixodidae. Африка, Европа. Встречаются в Северной Африки и южной Европе.

## Распространение
Африка: Марокко и Алжир; Европа: Португалия, Испания, Франция и Италия; острова: Балеарские, Сицилия, Сардиния, Канарские, Азорские и Мадейра.

## Описание
Крупные кровососущие клещи (коричнево-красные). Длина тела 2—3 мм (в обычном состоянии). Самцов H. lusitanicum можно отличить от сходных видов (H. excavatum и H. franchinii) по сочетанию следующих признаков: конскутум с относительно плотной крупной, средней и мелкой пунктировкой, парма обычно не полностью развита, перфорированная часть дорсального удлинения спиральных пластинок умеренно узкая, аданальные пластинки относительно широкие с вогнутостью на заднем крае, заднелатеральная шпора коксы I длиннее или равна заднемедиальной шпоре. Самки H. lusitanicum могут быть отличимы от самок H. excavatum и H. franchinii по сочетанию следующих признаков: скутум с относительно плотной крупной и средней пунктировкой, генитальный оперкулум широкий и U-образный, вестибулярная часть вагины сильно выпуклая, заднелатеральная шпора коксы I длиннее или равна заднемедиальной шпоре.

## Систематика
Вид был впервые описан в 1844 году немецким энтомологом Карлом Людвигом Кохом. Филогенетическое положение H. lusitanicum неясно. Акарологи Hoogstraal и Kaiser (1959) поместили этот вид в группу видов Hyalomma anatolicum (в составе подрода Euhyalomma), которая содержит как H. anatolicum Koch, 1844, так и H. excavatum Koch, 1844 и H. franchinii Tonelli Rondelli, 1932. Виды H. (E.) lusitanicum и H. (E.) franchinii похожи на H. (E.) excavatum, что затрудняет дифференциацию взрослых особей этих видов. Специфическая идентификация неполовозрелых стадий до сих пор была невозможна.

## Биология
Взрослые особи паразитируют на крупном рогатом скоте, овцах и козах, но эти клещи также были обнаружены на диких копытных.
Основными хозяевами взрослых особей являются различные крупные и средние домашние и дикие копытные, а именно: крупный рогатый скот, овцы, лошади, верблюды, козы, свиньи (как домашние, так и дикие), лани, и благородные олени. Взрослые особи также были собраны с собак, европейских кроликов, людей и евразийского филина.
Неполовозрелые стадии H. lusitanicum были зарегистрированы у европейских кроликов, заца-русака, садовых сонь, чёрных крыс, ежей, домашних собак, рыжих лисиц, ласки, лесных хорьков.
Взрослые особи активны круглый год, максимальная активность отмечается в мае-июле и октябре-ноябре. Личинки паразитируют на хозяевах с мая по сентябрь, а нимфы — с июля по сентябрь. Является переносчиком тейлериоза (вектор пироплазмид Theileria annulata и Theileria equi).